# Villecourt
Villecourt ist eine nordfranzösische Gemeinde mit 47 Einwohnern (Stand 1. Januar 2022) im Département Somme in der Region Hauts-de-France. Die Gemeinde gehört zum Arrondissement Péronne und ist Teil des Gemeindeverbandes Est de la Somme.

## Geographie
Die Gemeinde liegt am Ostufer der hier kanalisierten Somme östlich von Béthencourt-sur-Somme an der Départementsstraße D15.

## Geschichte
Die Gemeinde erhielt als Auszeichnung das Croix de guerre 1914–1918.

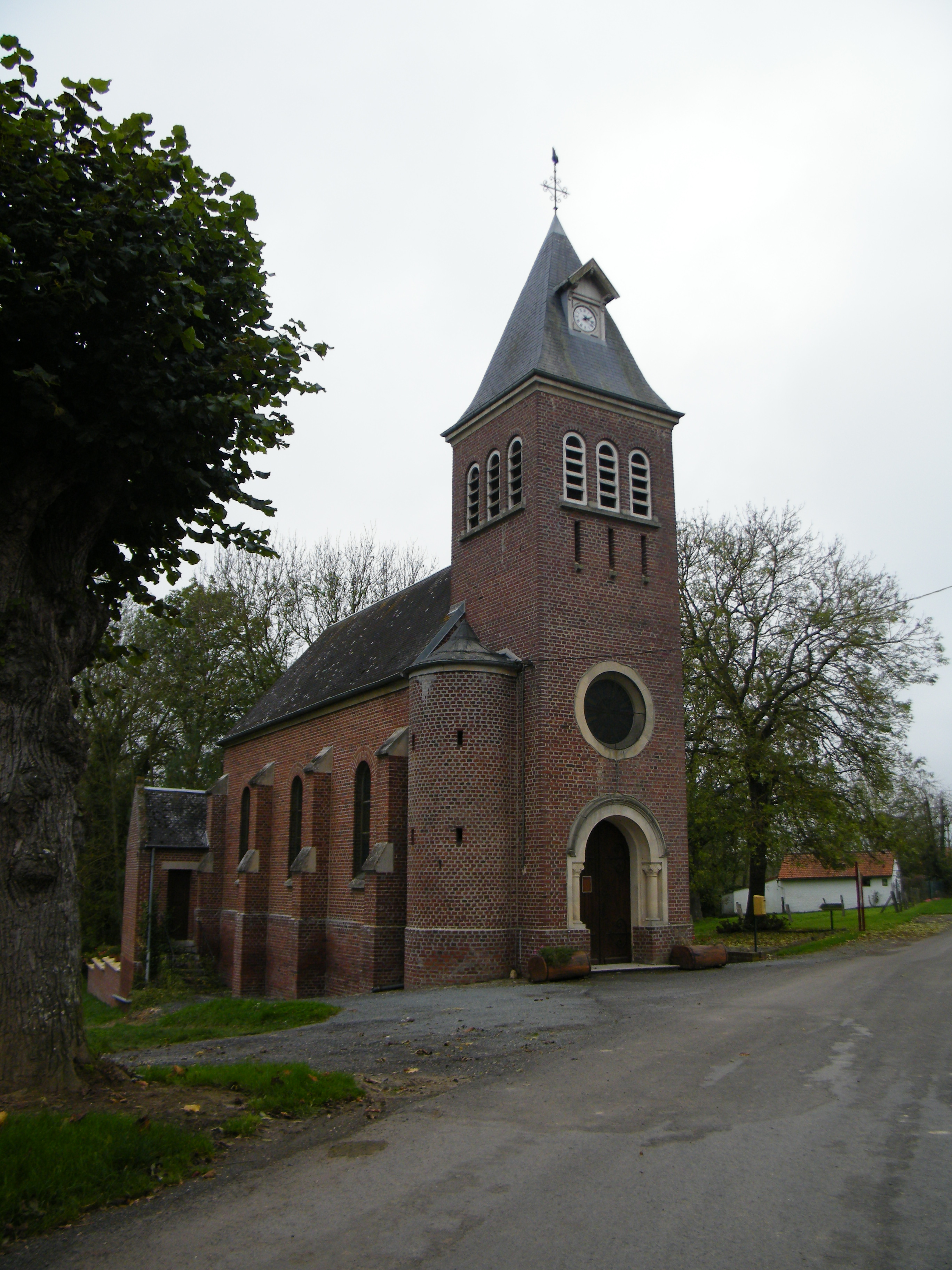
Kirche Saint-Barthélemy

| 1962 | 1968 | 1975 | 1982 | 1990 | 1999 | 2006 | 2018 |
| ---- | ---- | ---- | ---- | ---- | ---- | ---- | ---- |
| 59   | 60   | 48   | 49   | 46   | 58   | 61   | 57   |